# Hutás
Hutás (szlovákul: Hutka, németül: Glashütte) község Szlovákiában, az Eperjesi kerület Bártfai járásában.

## Fekvése
Bártfától 19 km-re északkeletre, a lengyel határ mellett található.

## Története
Helyén már a középkorban is vaségető volt, melyet 1424-ben „Wasekethew” alakban említenek. A település a 16. század második felében keletkezett, amikor a vlach jog alapján ruszin pásztorokat telepítettek területére. Írott forrásban 1588-ban említik először. Dobronya uradalmához tartozott, majd 1848-ig a besztercebányai kamara tulajdona.
A 18. század végén Vályi András így ír róla: „HUTA, Sáros Várm. földes Ura G. Aspermont Uraság, Zboronak filiája.”
Vasgyára volt, mely 1817 és 1849 között fegyvergyárként működött. 1828-ban a falu 42 házát 318-an lakták.
Fényes Elek 1851-ben kiadott geográfiai szótárában így ír a faluról: „Hutka, orosz falu, Sáros vmegyében, a makoviczi uradalomban, Zboró fil. 2 római, 258 g. kath. lak.”
A század elején lakói földművesek, erdei munkások voltak. A trianoni diktátum előtt Sáros vármegye Bártfai járásához tartozott.

## Népessége
| Év:            | 1994. | 2004.    | 2014.   | 2024.    |
| -------------- | ----- | -------- | ------- | -------- |
| Emberek száma: | 99    | 89       | 88      | 97       |
| Eltérés:       |       | -10,10 % | -1,12 % | +10,22 % |

| Év:            | 2023. | 2024.   |
| -------------- | ----- | ------- |
| Emberek száma: | 96    | 97      |
| Eltérés:       |       | +1,04 % |

1910-ben 221, túlnyomórészt ruszin lakosa volt.
2001-ben 94 lakosából 74 szlovák és 16 ruszin volt.
2011-ben 83 lakosából 54 szlovák és 22 ruszin.

## Nevezetességei
- Görögkatolikus fatemploma 1923-ban épült.

## Külső hivatkozások
- Községinfó
- Hutás Szlovákia térképén
- A templom rövid ismertetője
- E-obce